# Swatch
Swatch [ˈswɒtʃ] è un'azienda svizzera di orologi da polso di proprietà del The Swatch Group. Swatch fu pensato in origine per ridare vita alla presenza svizzera sul mercato dell'orologeria, lo swiss made, dopo la crescita aggressiva delle società giapponesi negli anni sessanta e settanta del Novecento, tanto da ridurne la quota di mercato del 15%.

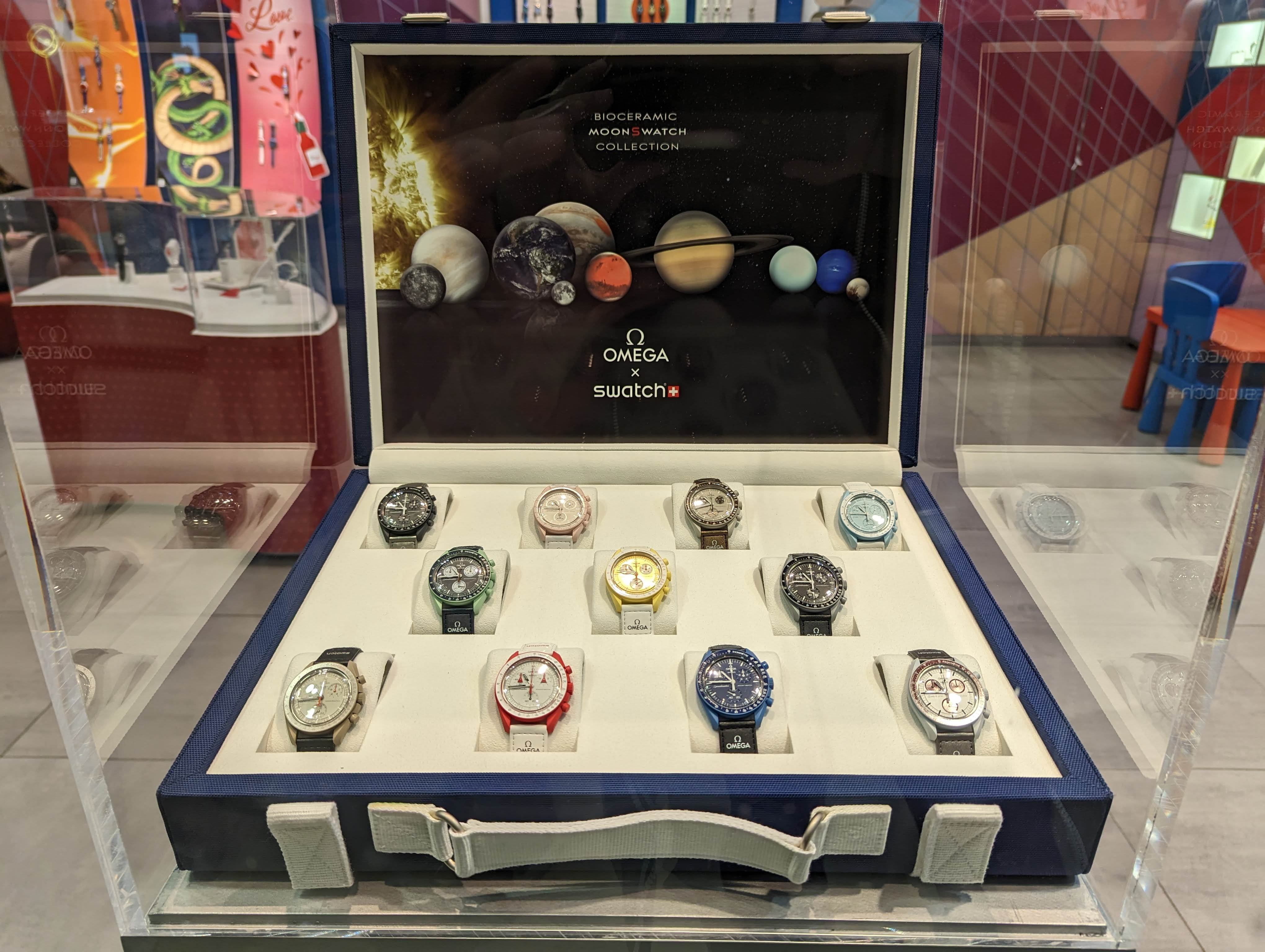
MoonSwatch Bioceramic Collection esposta nello store nei pressi del Louvre di Parigi

## Storia
Il nome "Swatch" è spesso frainteso come la contrazione delle parole inglesi "Swiss", ovvero "svizzero" (sul logo è presente la bandiera elvetica), e "watch", ovvero "orologio da polso". Nicolas Hayek, fondatore dello Swatch Group, ha tuttavia affermato che la contrazione originale era quella di "second", secondo, e "watch", orologio da polso, in quanto il nuovo tipo di orologio fu introdotto con un nuovo concetto, dallo stile semplice, divertente e relativamente economico.
La prima collezione di 12 modelli Swatch fu presentata il 1º marzo 1983 a Zurigo, Svizzera. Inizialmente il prezzo si trovava tra i 39,90 e 49,90 franchi svizzeri, ma fu standardizzato a 50,00 nell'autunno dello stesso anno. L'obiettivo delle vendite fu impostato a 1 milione di orologi per il 1983 e di 2,5 milioni per l'anno successivo. Con una campagna di marketing aggressiva e un prezzo veramente ragionevole per un orologio fatto in Svizzera, guadagnò subito popolarità sul mercato locale: nei primi tre anni di produzione vennero venduti oltre 20 milioni di pezzi, nel 1988 oltre 50 milioni e nel 1991 venne raggiunto il traguardo di oltre 100 milioni.

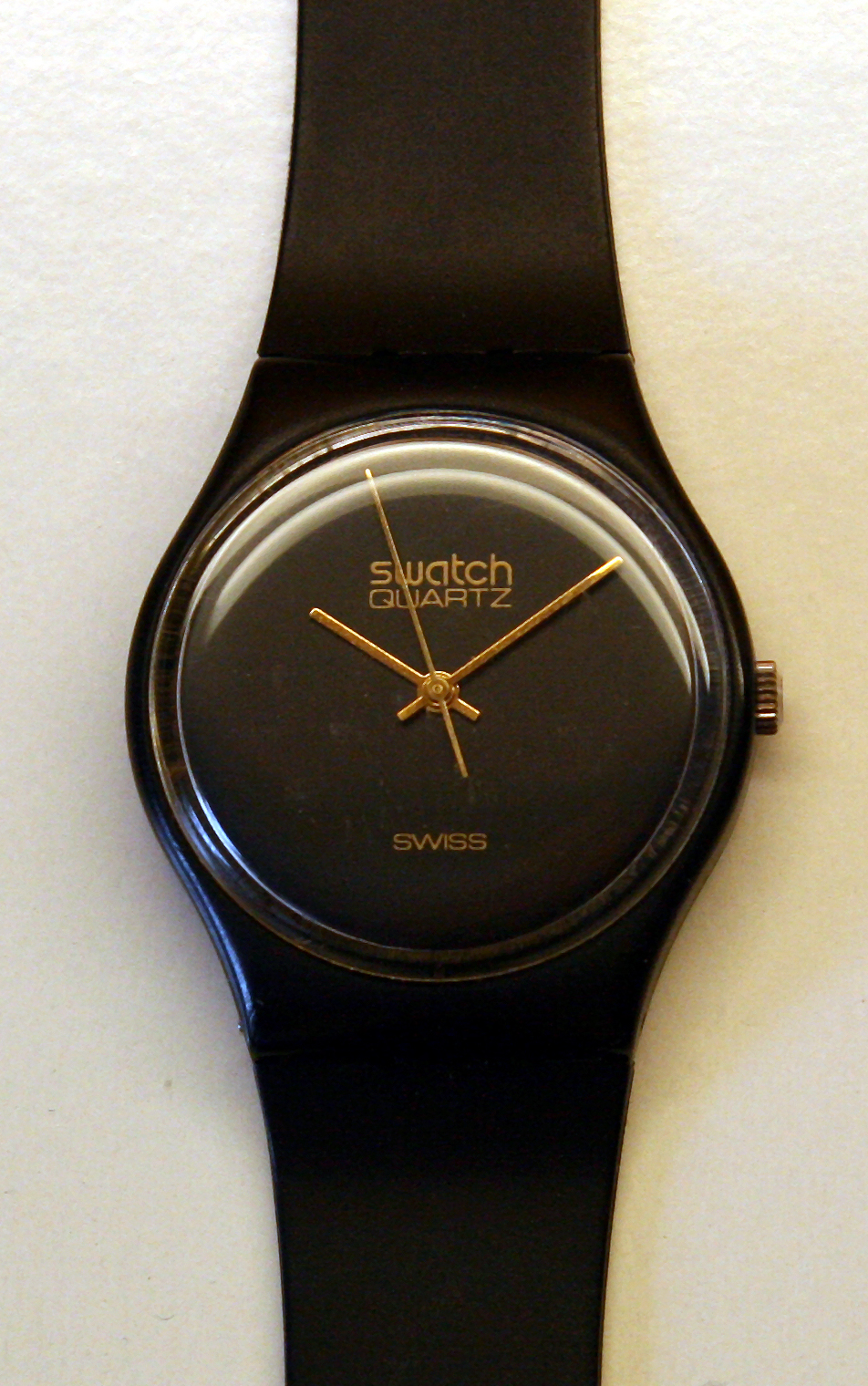
Swatch GB 101 del 1983

Paragonato agli orologi convenzionali, uno Swatch era dell'80% più economico da produrre, grazie all'assemblaggio completamente automatizzato e alla riduzione del numero di parti da una cifra normale di 91 a solamente 51 componenti; oltretutto aveva un'ottima resistenza anche all'acqua, risultando perfettamente impermeabile. Gli Swatch hanno raggiunto il picco di popolarità negli Stati Uniti durante la metà degli anni ottanta, quando vennero fondati una serie di "Swatch Stores", cioè dei negozi che vendevano unicamente orologi Swatch. Negli anni ottanta divenne di moda portare due Swatch o usarli per legarsi i capelli a coda di cavallo. Alcuni modelli, come i Pop Swatch, potevano essere attaccati direttamente ai vestiti.
In seguito a una più larga diffusione dei primi cellulari TACS, venne introdotto il modello BeepUP, che includeva un sofisticato sistema di cercapersone tipo "Teledrin", operante su frequenza VHF; in pratica, il quadrante classico includeva un display a LCD dove, quando arrivava una "chiamata", compariva il numero chiamante. Questo modello, a dispetto degli altri Swatch dell'epoca, non ebbe molto successo, visti anche i costi del servizio (all'epoca gestito dalla SIP) che erano di poco inferiori ai costi di un più comodo e funzionale telefono cellulare e considerata la sua mole (giustificata dall'integrazione del circuito cercapersone) e la sua ovvia mancanza di impermeabilità all'acqua (aveva due fessure laterali per gli "altoparlanti").

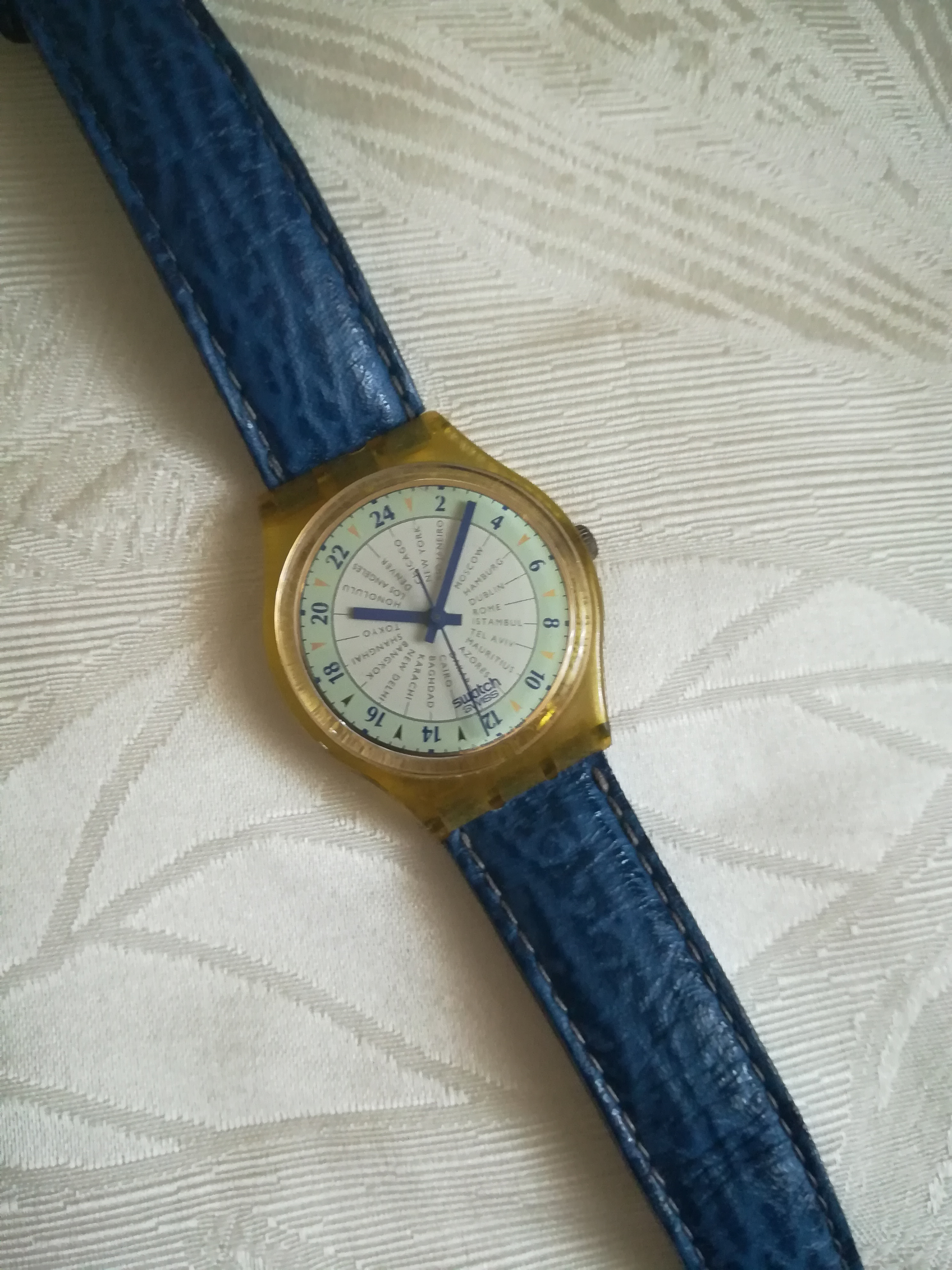
Swatch "Worldtimer", metà anni '90

In questi stessi anni Swatch introdusse l'idea di associare gli orologi ad artisti famosi, come  Keith Haring, Jean-Michel Folon, Sam Francis, Pierre Alechinsky, Mimmo Paladino, dando così un nuovo spessore a quello che fino ad allora era stato solo un accessorio per giovani. Nel 1998 si costituisce lo Swatch Group. Nonostante le vendite siano calate rispetto agli anni precedenti, il Gruppo Swatch resta l'azienda per orologi più grande del mondo, il quale ha anche accelerato l'acquisizione di marchi di lusso svizzeri negli ultimi anni, come: Breguet, Blancpain, Jaquet-Droz, Glashütte-Original, Union Glashütte, Léon Hatot, Omega, Rado, Longines, Tissot, Certina, Mido, Balmain orologi, Hamilton, Flik Flak e Endura.

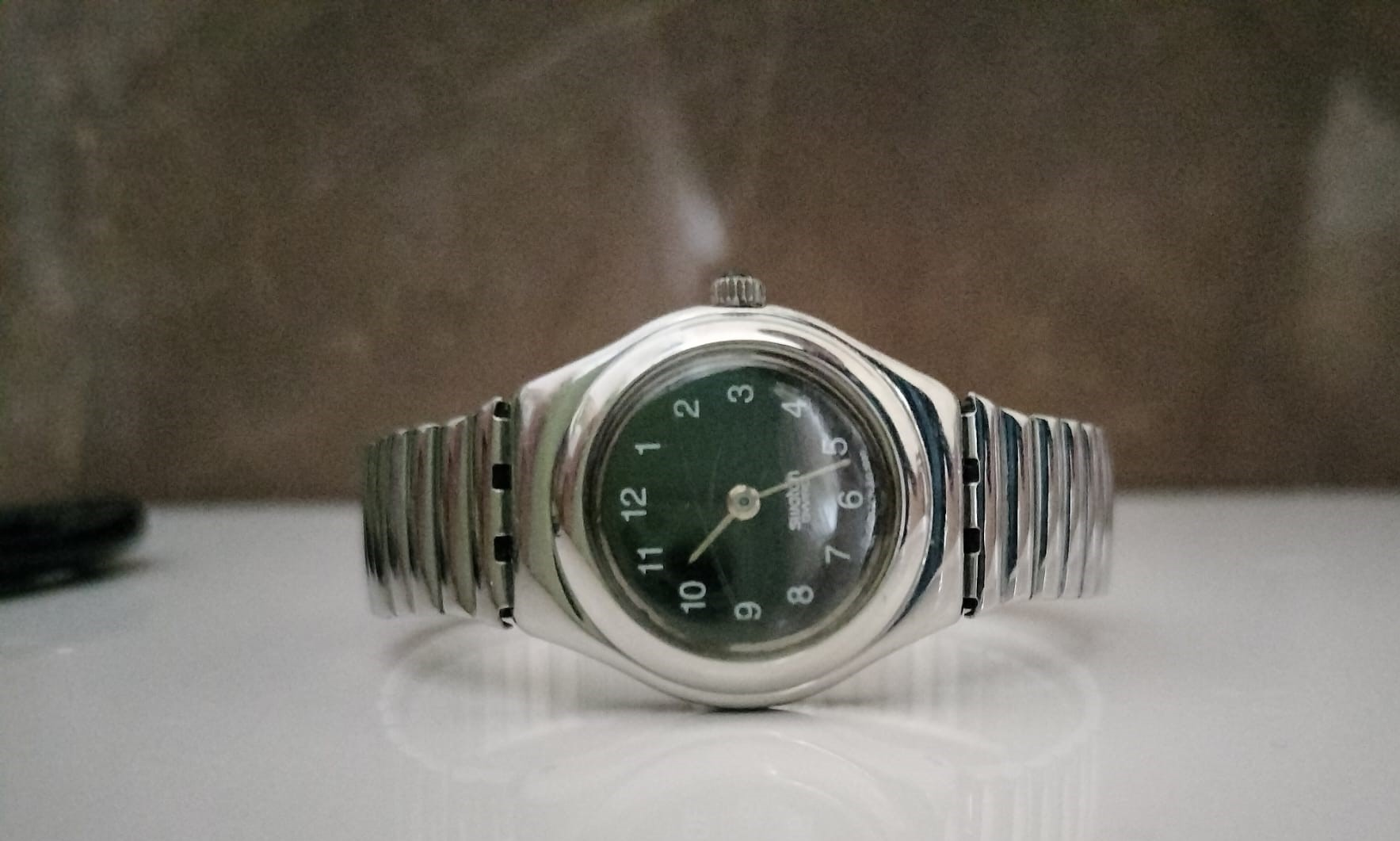
Swatch Irony da donna, fine anni '90 - inizio anni 2000

La società Swatch stessa ha inoltre differenziato considerevolmente le proprie offerte e adesso produce più di una dozzina di differenti tipi di orologi, da quelli col corpo in metallo (le serie Irony), a quelli subacquei (le serie Scuba), a quelli col corpo sottile e piatto (la famiglia Skin) e perfino un orologio connesso a internet, che può scaricare quotazioni azionarie, titoli di notizie, previsioni del tempo e altri dati (le serie Paparazzi). Altri modelli specializzati sono il Flik Flak per i bambini, con movimenti semiautomatici e orologi decorati con diamanti. L'azienda produce anche orologi con temi stagionali. Swatch insieme alla controllata Omega era il cronometro ufficiale alle Olimpiadi estive del 1996, alle Olimpiadi estive del 2000 e alle Olimpiadi estive del 2004.
Nel 2013 Swatch ha collaborato con il cantante Mika per creare una nuova collezione composta da due nuovi orologi "Kukulakuku" e "Kukulakuki" in edizione limitata per collezionisti.
Dal 2015 Swatch ha una sua colonna sonora, 60 BPM - The Sound Of Swatch, un componimento realizzato da Chiara Luzzana usando solo con il suono di oltre 2400 orologi e la loro componentistica.

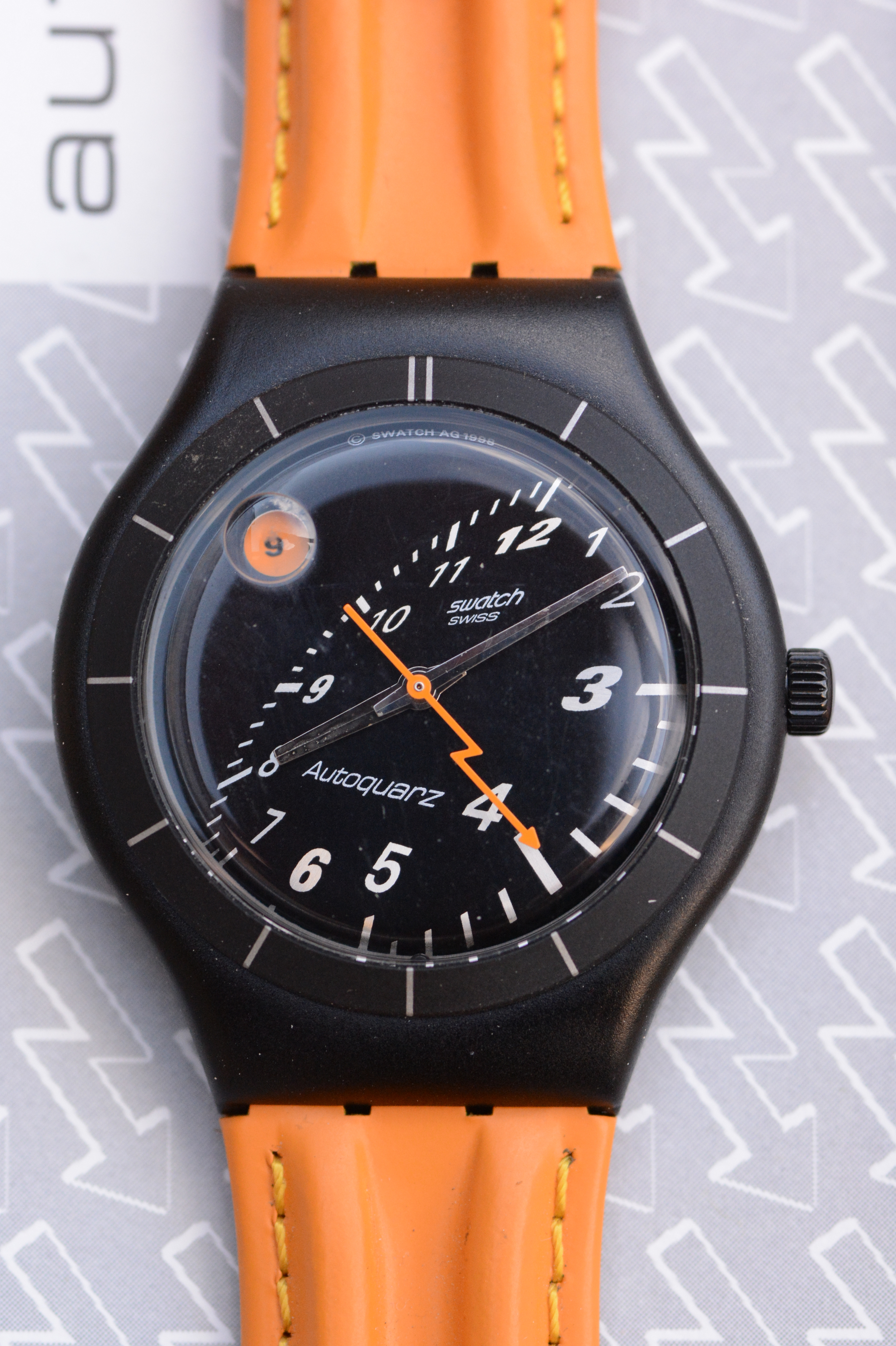
Swatch Swiss Autoquarz, 19

Nel 2022 Swatch ha collaborato con Omega per la realizzazione di una collezione di cronografi al quarzo con cassa in bioceramica dal design molto simile a quello dell'Omega Speedmaster. Il nome con cui questi orologi vengono chiamati è "MoonSwatch", con l'intento di celebrare il famoso Speedmaster Moonwatch. I "MoonSwatch" sono stati presentati in 11 modelli (chiamati "Missioni"), uno per ogni pianeta del sistema solare, più Plutone, il Sole e la Luna. Il loro successo è stato clamoroso. Il 7 marzo 2023 è stato pubblicato il nuovo modello della Bioceramic MoonSwatch Collection ispirato alla variante dello Speedmaster Omega: Moonwatch Moonshine Gold. Questo nuovo articolo viene venduto negli store solo nei giorni di luna piena.
Nel 2023 Swatch ha collaborato con Blancpain per la realizzazione di un orologio in omaggio al Blancpain Fifty Fathoms ai 70 anni dall'uscita di quest'ultimo.